# Aeroporto Internazionale di Città del Messico
L'Aeroporto Internazionale di Città del Messico "Benito Juárez" (IATA: MEX, ICAO: MMMX) è il principale aeroporto messicano e il secondo aeroporto dell'America Latina dopo l'Aeroporto Internazionale di San Paolo-Guarulhos per traffico passeggeri.

## Struttura
La struttura, intitolata alla memoria del 26º Presidente del Messico Benito Juárez, è situata nell'abitato di Venustiano Carranza, delegazione di Città del Messico, a un'altitudine di 2 230 m (7 320 ft) sul livello del mare, e comprende una torre di controllo del traffico aereo, due terminal passeggeri, strutture di servizio e ricovero velivoli e due piste parallele, la maggiore lunga 3 950 e larga 45 m (12 966 x 148 ft), con orientamento 23R/05L, la seconda con dimensioni 3 900 x 45 m (12 795 x 148 ft) e orientamento 23L/05R, entrambe con superficie in asfalto tranne l'attacco pista, in calcestruzzo, e dotate di sistema luminoso di avvicinamento SALS (Short Approach Lighting System), sistema di illuminazione a bordo pista ad alta intensità (HIRL) e sistema luminoso di avvicinamento PAPI.
L'aeroporto, di proprietà del Grupo Aeroportuario de la Ciudad de México, è gestito dall'ente governativo Aeropuertos y Servicios Auxiliares (ASA), è aperto al traffico commerciale.

## Strategia
L'Aeroporto Internazionale di Città del Messico appartiene al Grupo Aeroportuario de la Ciudad de México, che è formato da tutti gli aeroporti che circondano la capitale: l'Aeroporto Internazionale di Puebla, l'Aeropuerto de Toluca, Aeroporto di Cuernavaca, e l'Aeroporto di Querétaro. È servito da 31 compagnie aeree nazionali e internazionali e offre voli diretti per più di 100 destinazioni in tutto il mondo. Voli non-stop sono operati regolarmente da Città del Messico per il Nord America, l'America Centrale e i Caraibi, il Sud America, l'Europa, e l'Asia. Nel 2012, l'aeroporto ha servito 29.491.553 passeggeri con un incremento del 9,28% rispetto al 2010. In condizioni ottimali, e con i recenti progetti di espansione e rinnovamento completati, il Benito Juárez sarà capace di gestire un traffico di 32 milioni di passeggeri annui. Funge da hub per la più grande compagnia del paese, Aeroméxico e come hub secondario per la sua sussidiaria Aeroméxico Connect.

## Statistiche
Questo grafico non è disponibile a causa di un problema tecnico.
Si prega di non rimuoverlo.
Vedi la query Wikidata di origine.